# Bataille de Guanajuato
Guerre d'indépendance du Mexique
La Bataille de Guanajuato est une action militaire qui eut lieu le 26 novembre 1810 à Guanajuato, État de Guanajuato, dans le cadre de la guerre d'indépendance du Mexique. Le camp rebelle était commandé par Ignacio Allende et le camp royaliste par Félix María Calleja del Rey. Après plusieurs heures de combats, les royalistes entrèrent dans la ville et exécutèrent les insurgés. Finalement, le reste des forces insurgées s'enfuit vers Guadalajara.

## Sources
- BUSTAMANTE, Carlos María de (1846). Cuadro histórico de la revolución mexicana, comenzada en 15 de septiembre de 1810 por el ciudadano Miguel Hidalgo y Costilla, Cura del pueblo de los Dolores. (Impr. de JM Lara edición). México.

- (es) Cet article est partiellement ou en totalité issu de l’article de Wikipédia en espagnol intitulé « Batalla de Guanajuato » (voir la liste des auteurs).